# Ercole Baldini
Ercole Baldini (Forlì, 26 de enero de 1933-Forlì, 1 de diciembre de 2022) fue un deportista italiano que compitió en ciclismo en las modalidades de ruta y pista.
Participó en los Juegos Olímpicos de Melbourne 1956, obteniendo la medalla de oro en la prueba de ruta individual y el cuarto lugar en la prueba de ruta por equipos.
En carretera sus mayores éxitos son la victoria en la clasificación general del Giro de Italia de 1958, además de cinco victorias de etapa en el Giro (cuatro en 1958 y una en 1957) y una victoria de etapa en el Tour de Francia de 1959. También obtuvo una medalla de oro en el Campeonato Mundial de Ciclismo en Ruta de 1958, en la prueba de línea masculina.
Ganó tres medallas en el Campeonato Mundial de Ciclismo en Pista entre los años 1956 y 1964, las tres en la prueba de persecución individual.

## Biografía
El año 1956 fue uno de los mejores de su carrera: ganó la medalla de oro en los Juegos Olímpicos de Melbourne 1956, en la prueba de ruta, y la medalla de oro en el Campeonato Mundial de Ciclismo en Pista de 1956, en la prueba de persecución individual, y batió el récord de la hora en el Velódromo Vigorelli de Milán. Al final de ese año se volvió profesional, y en 1958 ganó la medalla de oro en el Campeonato Mundial de Ciclismo en Ruta de 1958 y consiguió la victoria en el Giro de Italia.
En 2002 fue elegido miembro del Salón de la Fama de la UCI.

## Medallero internacional

### Ciclismo en ruta
| Juegos Olímpicos   | Juegos Olímpicos      | Juegos Olímpicos | Juegos Olímpicos |
| Año                | Lugar                 | Medalla          | Competición      |
| ------------------ | --------------------- | ---------------- | ---------------- |
| 1956               | Melbourne (Australia) | Medalla de oro   | Ruta             |
| Campeonato Mundial |                       |                  |                  |
| Año                | Lugar                 | Medalla          | Competición      |
| 1958               | Reims (Francia)       | Medalla de oro   | Ruta             |

### Ciclismo en pista
| Campeonato Mundial | Campeonato Mundial     | Campeonato Mundial | Campeonato Mundial         |
| Año                | Lugar                  | Medalla            | Competición                |
| ------------------ | ---------------------- | ------------------ | -------------------------- |
| 1956               | Copenhague (Dinamarca) | Medalla de oro     | Persecución individual (A) |
| 1960               | Leipzig (RDA)          | Medalla de bronce  | Persecución individual (P) |
| 1964               | París (Francia)        | Medalla de bronce  | Persecución individual (P) |

## Palmarés

### Como amateur
- 1954
  - Récord de la hora : 44,870 km

- 1956
  - Medalla de oro en ciclismo en ruta en los Juegos Olímpicos de 1956
  - Campeón del mundo de persecución
  - Campeón de Italia de ruta
  - Campeón de Italia de persecución
  - Récord de la hora : 46,393 km

### Como profesional
| - 1957 - Campeonato de Italia en Ruta - Trofeo Baracchi - Giro de Lazio - Giro de la Romagna - Gran Premio de Lugano (contrarreloj) - 1958 - Campeonato Mundial en Ruta - Campeonato de Italia en Ruta - Giro de Italia , más 4 etapas - Trofeo Baracchi - Trofeo Matteotti - G. P. Industria y Comercio de Prato - 1959 - 1 etapa del Tour de Francia - Trofeo Baracchi - Giro d'Emilia | - 1960 - Gran Premio de las Naciones - 3.º Campeonato del Mundo de persecución - 1961 - Trofeo Baracchi - Milán-Mantua - 1963 - Giro Reggio Calabria - Coppa Placci - 1964 - 3.º en el Campeonato del Mundo de persecución |

## Resultados en Grandes Vueltas y Campeonatos del Mundo
Durante su carrera deportiva consiguió los siguientes puestos en las Grandes Vueltas y en los Campeonatos del Mundo en carretera:
| Carrera          | Carrera          | 1956 | 1957 | 1958 | 1959 | 1960 | 1961 | 1962 | 1963 | 1964 |
| ---------------- | ---------------- | ---- | ---- | ---- | ---- | ---- | ---- | ---- | ---- | ---- |
|                  | Giro de Italia   | —    | 3.º  | 1.º  | 17.º | 41.º | Ab.  | 7.º  | 26.º | Ab.  |
|                  | Tour de Francia  | —    | —    | —    | 6.º  | 33.º | —    | 8.º  | —    | Ab.  |
|                  | Vuelta a España  | —    | —    | —    | —    | —    | —    | —    | —    | —    |
| Mundial en Ruta  | Mundial en Ruta  | —    | 18.º | 1.º  | 25.º | 18.º | —    | —    | —    | —    |
| Mundial en Pista | Mundial en Pista | —    | —    | —    | —    | 3.º  | —    | —    | —    | 3.º  |

| —: No participó | Ab: Abandono |